# Oxygene (мова програмування)
́
Oxygene («Кисень») (раніше відомий як Chrome («Хром»)) — мова програмування, розроблена компанією RemObjects Software для стандарту Common Language Infrastructure. Мова Oxygene була створена на основі мови Object Pascal.
Спочатку прив'язаний до Delphi.NET, після придбання прав компанією Embarcadero, Oxygene не має повної зворотної сумісності. Так, наприклад, в його склад не входять бібліотеки класів, сумісні з VCL, що практично виключає перенесення на платформу .NET успадкованих додатків, створених за допомогою Delphi або Kylix і використовували бібліотеку класів VCL.
Компанія «RemObjects Software» пропонує повну інтеграцію з Visual Studio 2003/2005/2008, а з червня 2010 року — інтеграцію з MonoDevelop і Visual Studio 2010. Окремою IDE для Oxygene на даний момент не існує.